# Britt Vanderdonckt
Britt Vanderdonckt (Leuven, 12 december 2000) is een Belgisch acrogymnaste.

## Levensloop
In 2019 behaalde ze samen met Talia De Troyer en Charlotte Van Royen zilver op de 'balansoefening' en goud op de 'tempo-oefening' en de 'allround' op de Europese Spelen te Minsk. Op het EK van dat jaar behaalde het trio goud in zowel de 'allround-', 'balans'- en 'tempo'-finale.
Ze studeert logopedische wetenschappen aan de Universiteit Gent.